# امانوئل فرمیت

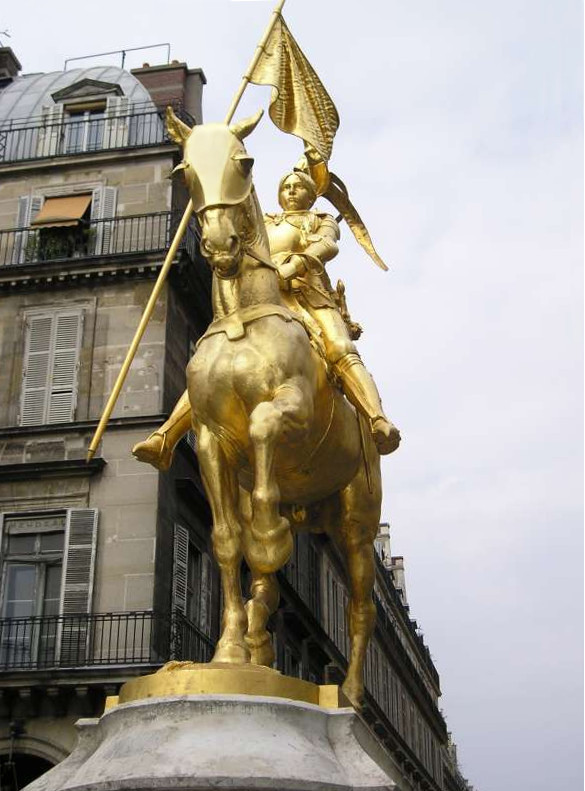
ژاندارک (مجسمه) معروفترین اثر فرمیت، پاریس

امانوئل فرمیت (انگلیسی: Emmanuel Frémiet؛ ۶ دسامبر ۱۸۲۴ – ۱۰ سپتامبر ۱۹۱۰)، یک مجسمه‌ساز، نقاش و استاد دانشگاه اهل فرانسه بود.

## نگارخانه

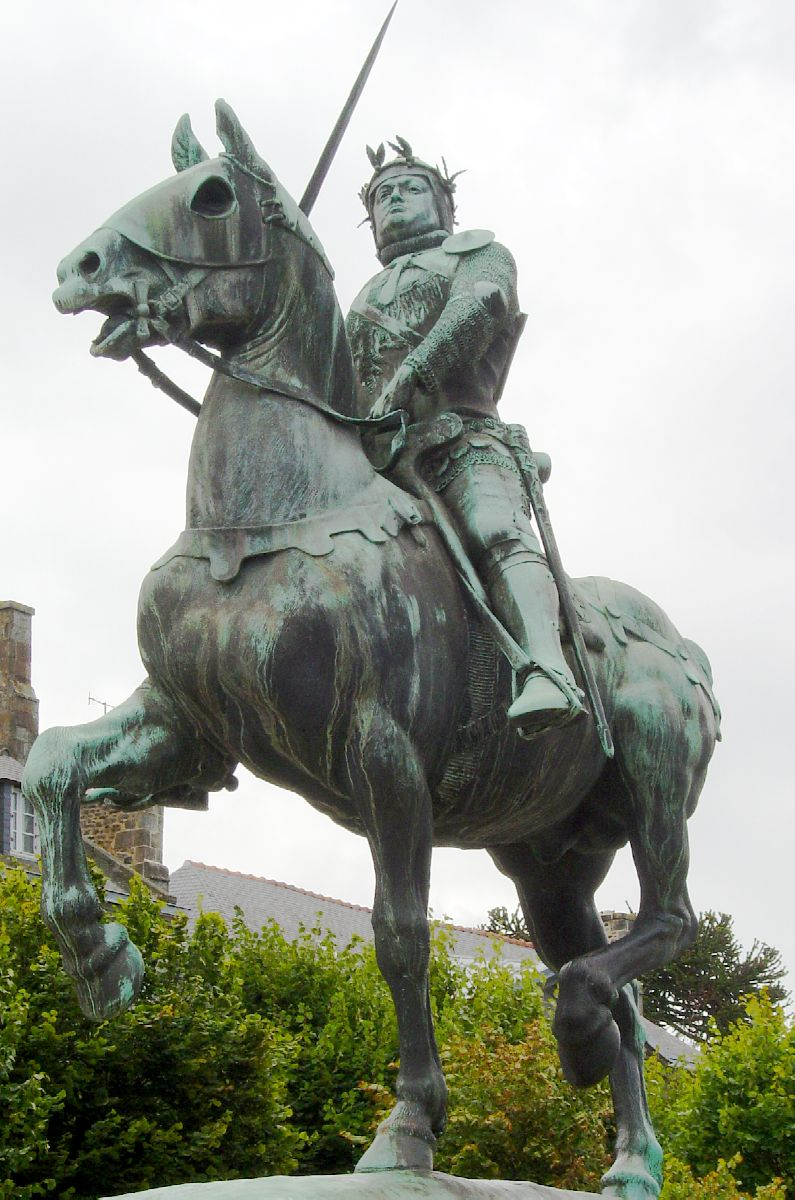
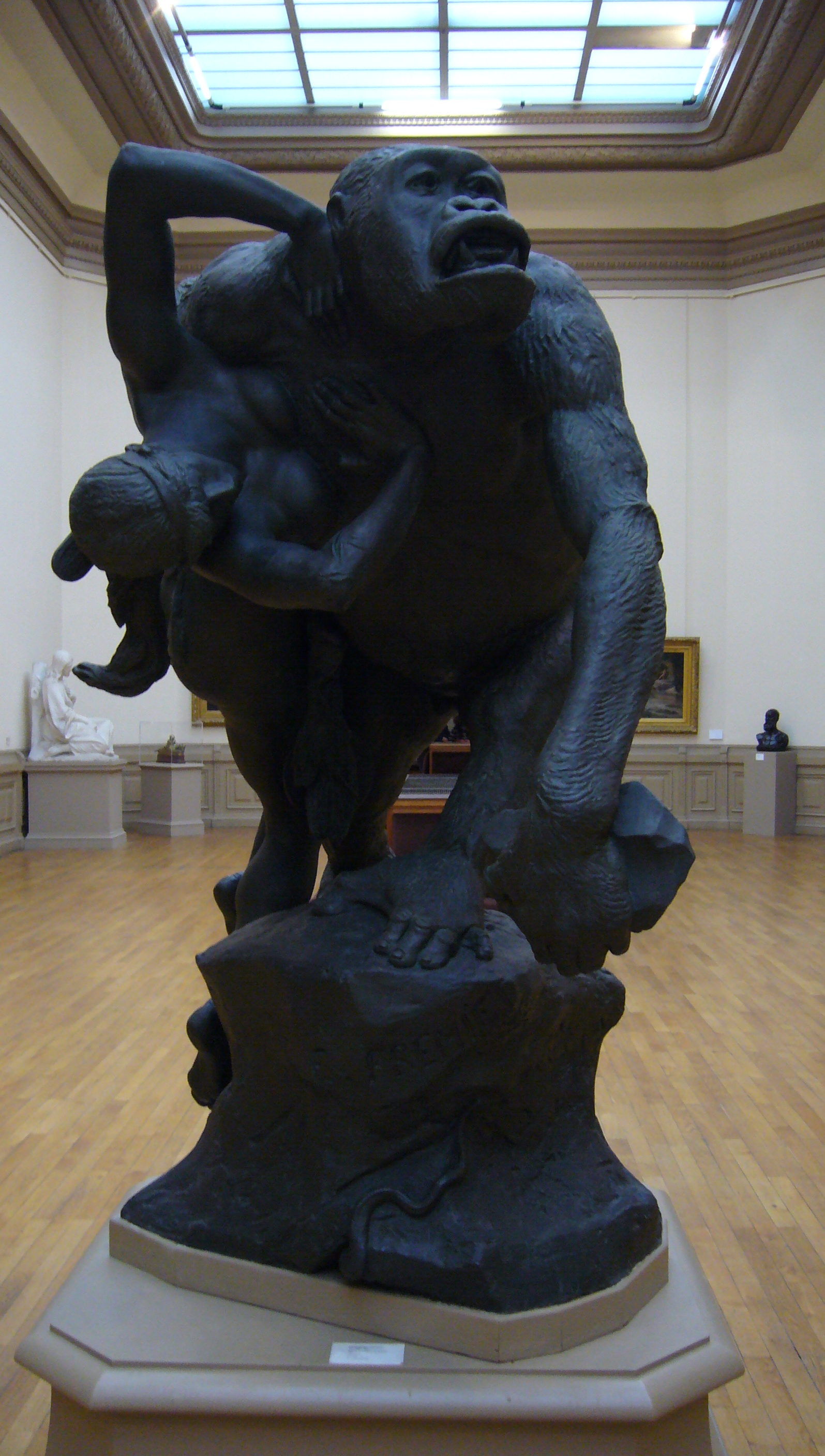
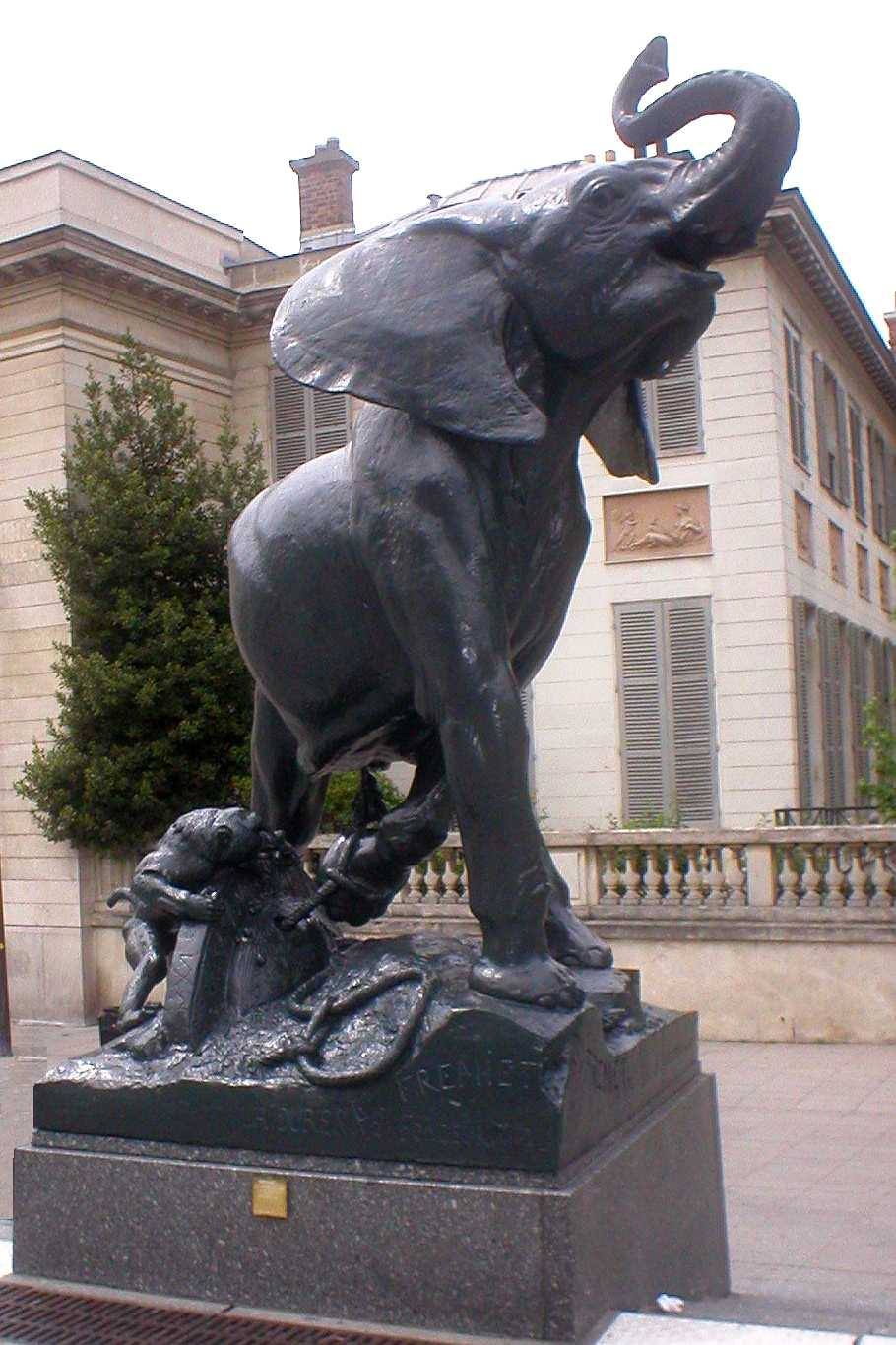
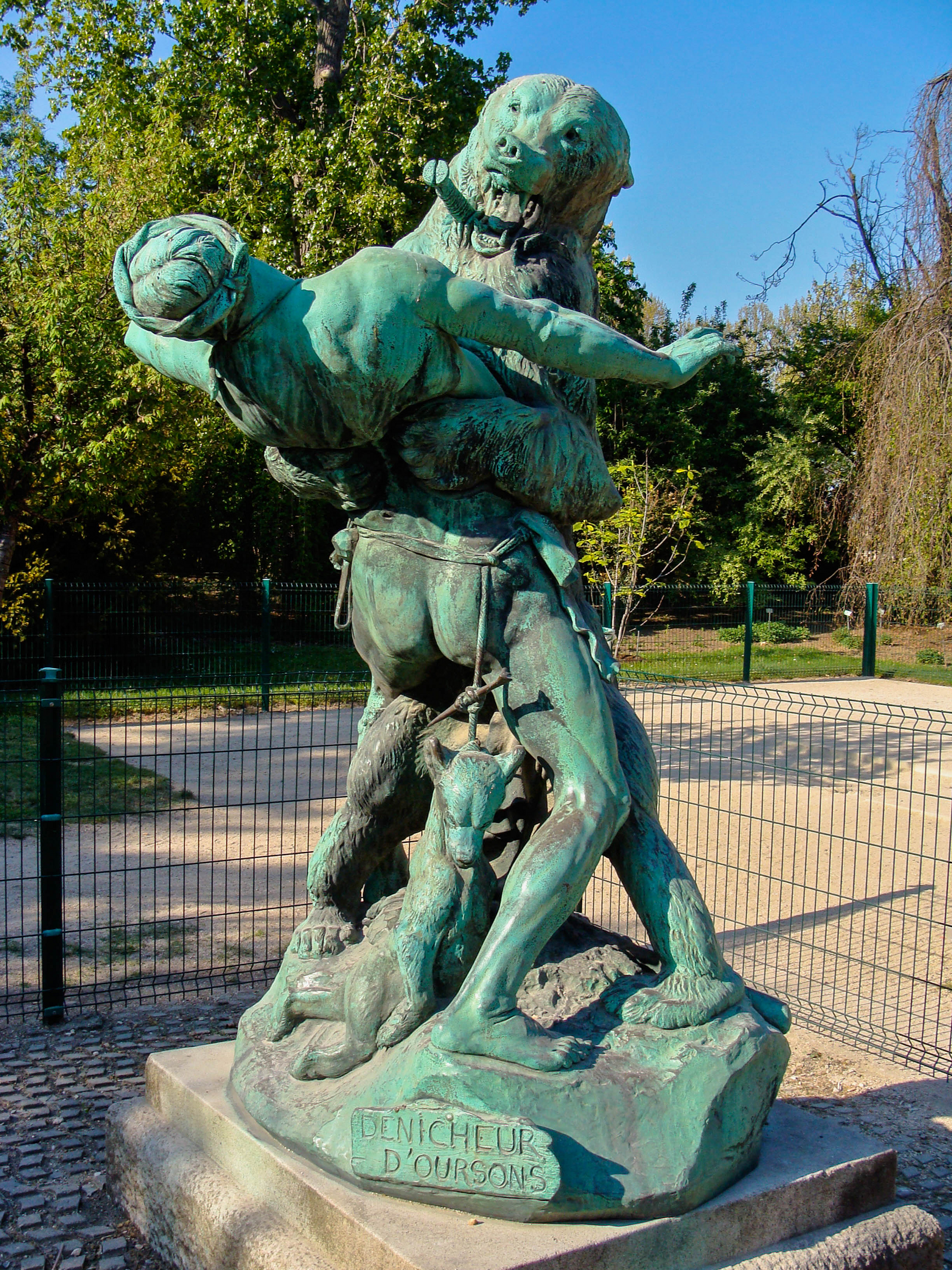
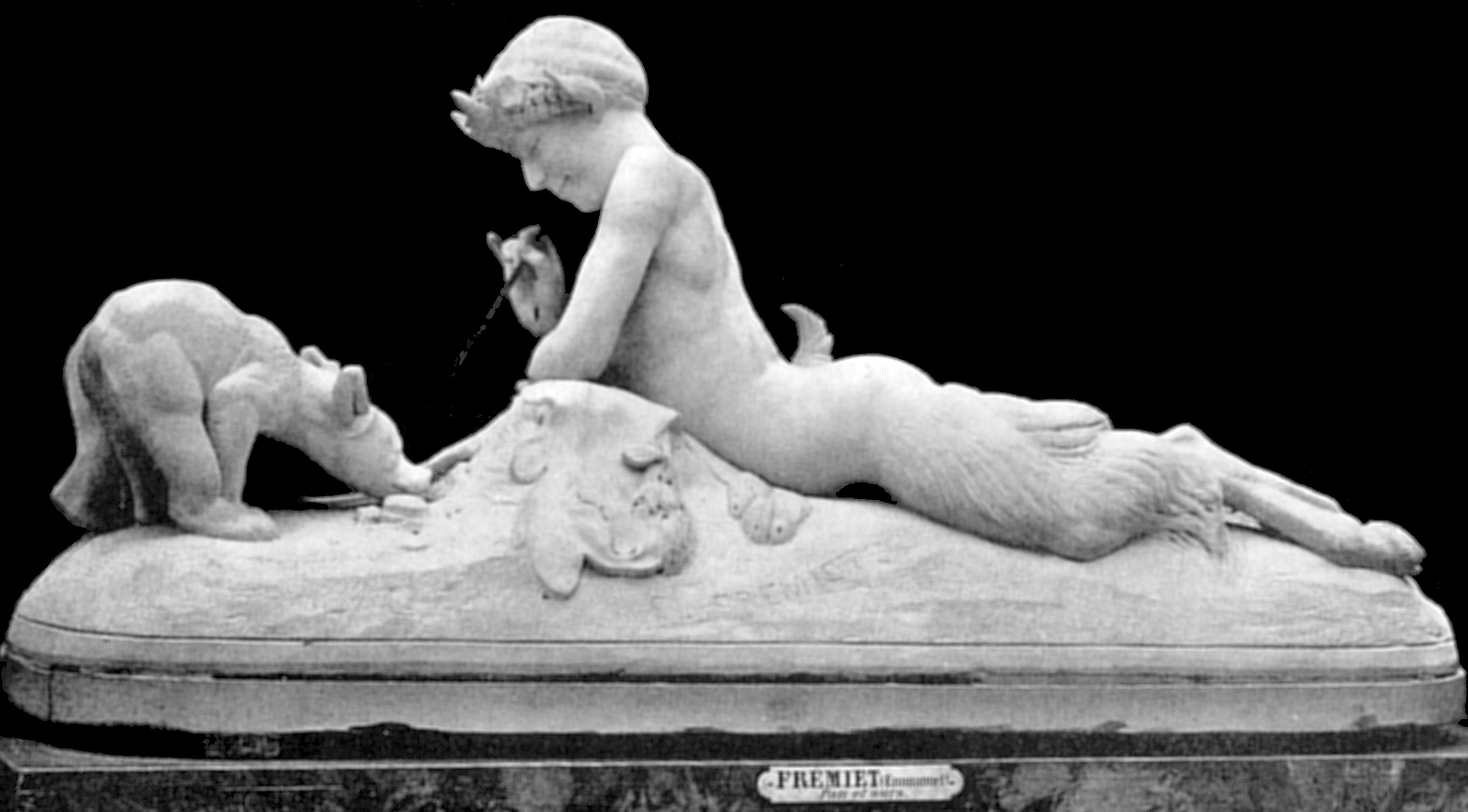